# Liste der Baudenkmale in Oldenburg (Oldb) – Bismarckstraße
In der Liste der Baudenkmale in Oldenburg (Oldb) – Bismarckstraße stehen alle Baudenkmale der Bismarckstraße in Oldenburg (Oldb).  Die Quelle der IDs und der Beschreibungen ist der Denkmalatlas Niedersachsen.
Der Stand der Liste ist das Jahr 2022.

## Allgemein
In den Spalten befinden sich folgende Informationen:
- Lage: die Adresse des Baudenkmales und die geographischen Koordinaten. Kartenansicht, um Koordinaten zu setzen. In der Kartenansicht sind Baudenkmale ohne Koordinaten mit einem roten Marker dargestellt und können in der Karte gesetzt werden. Baudenkmale ohne Bild sind mit einem blauen Marker gekennzeichnet, Baudenkmale mit Bild mit einem grünen Marker.
- Bezeichnung: Bezeichnung des Baudenkmales
- Beschreibung: die Beschreibung des Baudenkmales. Unter § 3 Abs. 2 NDSchG werden Einzeldenkmale und unter § 3 Abs. 3 NDSchG Gruppen baulicher Anlagen und deren Bestandteile ausgewiesen.
- ID: die Objekt-ID des Baudenkmales
- Bild: ein Bild des Baudenkmales, ggf. zusätzlich mit einem Link zu weiteren Fotos des Baudenkmals im Medienarchiv Wikimedia Commons. Wenn man auf das Kamerasymbol klickt, können Fotos zu Baudenkmalen aus dieser Liste hochgeladen werden:

Zurück zur Hauptliste
| Lage                                         | Bezeichnung | Beschreibung | ID       | Bild |
| -------------------------------------------- | ----------- | --- | -------- | ---- |
| Bismarckstraße 3 53° 8′ 11″ N, 8° 12′ 37″ O  | Wohnhaus    | Zweigeschossiger Putzbau von vier Achsen über Sockelgeschoss mit zweiachsigem Risalit links unter Walmdach. Links jüngerer Garageneinbau. Eingang auf der linken Seite. Putzgliederung: Fenster des Risalits einheitlich mit Pilastern und verkröpften Gebälken eingefasst. Ansonsten horizontale Putzfugen, geschossteilende Gesimse, Fensterrahmen, Brüstungsfelder und im OG Ädikulen. Erbaut 1878, Architekt Carl Friedrich Spieske. | 37456142 | BW   |
| Bismarckstraße 5 53° 8′ 12″ N, 8° 12′ 36″ O  | Wohnhaus    | Eineinhalbgeschossiger giebelständiger Putzbau (zwischenzeitlich backsteinsichtig) von vier Achsen über Sockelgeschoss in Natursteinquadern mit Drempel unter Satteldach (Typus „Oldenburger Hundehütte“). Rechts im EG Terrasse über Sockel. Auf der linken Seite zurückgesetzter Vorbau mit Eingang. Putzgliederung: Quaderung, Fensterrahmungen, z. T. Brüstungsfelder, im Giebel z. T. Ädikulen, geschossteilende Gesimse. Vorgarten und eiserne Einfriedung. Erbaut 1885 von Maurermeister Johann Heinrich Brandes. | 37456192 | BW   |
| Bismarckstraße 6 53° 8′ 12″ N, 8° 12′ 35″ O  | Wohnhaus    | Eineinhalbgeschossiger giebelständiger Putzbau von vier Achsen über Kellersockel mit Drempel unter Satteldach (Typus „Oldenburger Hundehütte“). Auf der rechten Seite zurückgesetzter Giebelrisalit, daran kleiner Vorbau mit Eingang unter Balkon. Putzgliederung: Quaderung (am Sockel als Rustizierung), geschossteilende Gesimse, Fensterrahmungen. Verzierter Schwebegiebel. Vorgarten und eiserne Einfriedung. Erbaut 1879. | 37456214 | BW   |
| Bismarckstraße 7 53° 8′ 13″ N, 8° 12′ 34″ O  | Wohnhaus    | Zweigeschossiger Putzbau von vier Achsen über Sockelgeschoss unter flachem Walmdach. Rechts zweiachsige Auslucht unter Balkon. Auf der rechten Seite Terrasse über Sockel. Auf der linken Seite zurückgesetzter Vorbau mit Eingang. Putzgliederung: horizontale Fugen, geschossteilende Gesimse, Fensterrahmungen, im OG Pilaster und verkröpftes Gebälk mit figürlichem Fries unter der Traufe. Vorgarten und eiserne Einfriedung. Erbaut 1882, 1933 Inneres umgebaut. | 37456236 | BW   |
| Bismarckstraße 8 53° 8′ 13″ N, 8° 12′ 34″ O  | Wohnhaus    | Eineinhalbgeschossiger giebelständiger Putzbau von vier Achsen über Kellersockel mit Drempel unter Satteldach (Typus „Oldenburger Hundehütte“). Rechts Auslucht als Wintergarten. Auf der linken Seite kleiner zurückgesetzter Vorbau mit Eingang. Putzgliederung: horizontale Fugen, geschossteilende Gesimse, Fensterrahmungen, im OG z. T. Brüstungsreliefs und Ädikulen. Vorgarten und eiserne Einfriedung. Erbaut 1880, Architekt Johann Diedrich Schelling. | 37456258 | BW   |
| Bismarckstraße 9 53° 8′ 14″ N, 8° 12′ 33″ O  | Wohnhaus    | Eineinhalbgeschossiger giebelständiger Putzbau über Kellersockel mit Drempel unter Satteldach (Typus „Oldenburger Hundehütte“). Rechts zweiachsige Auslucht mit verrundeten Ecken unter Balkon. Auf der linken Seite zurückgesetzter Vorbau mit Eingang. Putzgliederung: horizontale Fugen, geschossteilende Gesimse, Fensterrahmungen, im OG z. T. Brüstungsfelder und Ädikulen. Vorgarten und eiserne Einfriedung. Erbaut 1883 durch Maurermeister J. D. Schelling, Vorbau 1905, Verandaanbau 1936. | 37456280 | BW   |
| Bismarckstraße 10 53° 8′ 14″ N, 8° 12′ 33″ O | Wohnhaus    | Symmetrisches Gegenstück zu Nr. 11. Dreigeschossige traufständiger Backsteinbau von vier Achsen unter Satteldach. Rechts viergeschossiger Risalit von zwei schmaleren Achsen unter Walmdach. Eingang in der zweiten Achse von links. Im ersten OG breiter Balkon mit Eisenbrüstung. Backsteingliederung: geschossteilende Gesimse, segmentbogenförmige Ädikulen über den Fenstern des ersten OG (im Risalit auch des zweiten), Konsolfries unter der Traufe. Walmgaupe. Vorgarten und eiserne Einfriedung. Erbaut 1901, Architekt Ludwig Klingenberg. | 37456302 | BW   |
| Bismarckstraße 11 53° 8′ 14″ N, 8° 12′ 32″ O | Wohnhaus    | Symmetrisches Gegenstück zu Nr. 10. Dreigeschossige traufständiger Backsteinbau von vier Achsen unter Satteldach. Links viergeschossiger Risalit von zwei schmaleren Achsen unter Walmdach. Eingang in der zweiten Achse von rechts. Im ersten OG breiter Balkon mit Eisenbrüstung. Backsteingliederung: geschossteilende Gesimse, segmentbogenförmige Ädikulen über den Fenstern des ersten OG (im Risalit auch des zweiten), Konsolfries unter der Traufe. Walmgaupe. Vorgarten und eiserne Einfriedung. Erbaut 1901, Architekt Ludwig Klingenberg. | 48151850 | BW   |
| Bismarckstraße 12 53° 8′ 15″ N, 8° 12′ 31″ O | Wohnhaus    | Eckhaus zum Cäcilienplatz. Die drei Gebäude Bismarckstraße 12, Roonstraße 7 und Moltkestraße 24 wurden gemeinsam konzipiert. Zweigeschossiger Backsteinbau über Kellersockel von jeweils drei Achsen zu beiden Straßen unter Walmdach. Zum Cäcilienplatz links dreigeschossiger Risalit, im EG breites Segmentbogenfenster, im ersten OG Biforienfenster, gekuppelt unter beide Geschosse überfassender Blendarkade, im OG drei Rundbogenfenster in mit Bogenfries abschließendem Feld. Rechts zweiachsiger Standerker unter Balkon. An der Bismarckstraße rechts zweiachsiger Giebelrisalit. Giebelgaupe und hoher Schornstein. Backsteinziersetzungen, z. T. in schwarz, und verzierte Zuganker. Vorgarten und eiserne Einfriedung mit Backsteinpfeilern. Entworfen 1878, ausgeführt um 1890, Architekt L. Klingenberg | 37456346 |      |
| Bismarckstraße 13 53° 8′ 18″ N, 8° 12′ 27″ O | Wohnhaus    | Eckhaus zum Cäcilienplatz. Zweigeschossiger Backsteinbau mit Werksteingliederungen über Kellersockel unter Walmdach. Reich gegliedert: Links zur Bismarckstraße dreiachsig, mittig Vorbau mit Portal. An der Ecke runder dreigeschossiger Turm unter spitzem Kegeldach. Zum Cäcilienplatz drei breitere Achsen mit Kreuzstockfenstern, rechts Risalit mit Auslucht unter Balkon und Zwerchgiebel. Rechte Seite ebenfalls dreiachsig, rechts Risalit mit polygonalem eingeschossigen Standerker unter Balkon und geschweiftem Zwerchgiebel. auf dem Dach verschiedene Gaupen mit Pyramidendächern. Werksteingliederung: geschossteilende Gesimse, Fensterrahmungen, an der Auslucht Pilaster und Konsolfries, an den Balkonen Baluster, am Risalit rechts Voluten und Obelisken. Vorgarten und eiserne Einfriedung, die sich vor dem unbebauten Nachbargrundstück Cäcilienplatz 5 fortsetzt. Erbaut 1885 für den herzoglichen Kammerherrn von Friesen, Architekt Gerhard Schnitger. 1910–1918 Sitz der preußischen Gesandtschaft. | 37456370 |      |
| Bismarckstraße 14 53° 8′ 19″ N, 8° 12′ 26″ O | Wohnhaus    | Eineinhalbgeschossiger giebelständiger Putzbau von vier Achsen über Sockelgeschoss mit Drempel unter Satteldach (Typus „Oldenburger Hundehütte“). Rechts Auslucht (verändert). Sparsame Putzgliederung: am Sockel horizontale Fugen, geschossteilende Gesimse, Fensterrahmungen, im Giebel z. T. Ädikulen. Erbaut Ende 19. Jh. | 37456393 | BW   |
| Bismarckstraße 15 53° 8′ 19″ N, 8° 12′ 25″ O | Wohnhaus    | An der Einmündung in die Herbartstraße. Eineinhalbgeschossiger giebelständiger Putzbau von vier Achsen über Sockelgeschoss mit Drempel unter Satteldach (Typus „Oldenburger Hundehütte“). Links Auslucht unter Balkon (beides verändert). An der rechten Seite zurückliegender Vorbaui mit Eingang. Putzgliederung: Rustizierung des Sockels, geschossteilende Gesimse, Fensterrahmungen, Fries, im OG z. T. Brüstungen und Ädikulen. Erbaut 1881, Architekt Carl F. Spieske. | 37456415 | BW   |
| Bismarckstraße 17 53° 8′ 18″ N, 8° 12′ 25″ O | Wohnhaus    | Zweigeschossiger Putzbau von fünf Achsen über Sockelgeschoss unter Walmdach. Links zweiachsiger Risalit, davor polygonaler eingeschossiger Standerker unter Balkon, darüber Zwerchgiebel. Rechts Eingang mit erneuerter Freitreppe. Putzgliederung: Rustizierung des Sockelgeschosses, Fensterrahmungen, Bänderung des EG, am Standerker, am Eingang und im OG Pilaster, über dem Eingang Gebälk und Segmentbogen und unter der Traufe Gebälk. Vorgarten und eiserne Einfriedung. Erbaut 1886. | 37456459 | BW   |
| Bismarckstraße 19 53° 8′ 17″ N, 8° 12′ 26″ O | Wohnhaus    | Zweigeschossiger Putzbau von fünf Achsen über Sockelgeschoss unter Walmdach. Rechts Risalit von zwei Achsen, davor eingeschossiger Standerker mit jüngerem Garageneinbau und unter jüngerem Balkon, darüber geschweifter Zwerchgiebel. Links Eingang mit Freitreppe. Putzgliederung: horizontale Fugen am Sockel und EG, Halbsäulen und Gebälk am Eingang, Fensterrahmungen, Pilaster am Risalit und Erker, Rankenfries und Konsolfries unter der Traufe. Erbaut 1886. | 37456506 | BW   |
| Bismarckstraße 20 53° 8′ 17″ N, 8° 12′ 27″ O | Wohnhaus    | Zweigeschossiger Putzbau von vier Achsen über Sockelgeschoss unter Walmdach. Rechts zweiachsiger Risalit, daran polygonaler eingeschossiger Standerker unter Balkon, in der Mitte des Obergeschosses Nische mit weiblicher Skulptur. Flacher Zwerchgiebel. Auf der linken Seite eingeschossiger Vorbau von 1924 mit Eingang und geschwungener Freitreppe. Putzgliederung: Quaderung des Sockels, geschossteilende Gesimse, Fensterrahmungen und Ädikulen, am Standerker Pilaster und Gebälk. Erbaut 1886. | 37456529 | BW   |
| Bismarckstraße 21 53° 8′ 16″ N, 8° 12′ 27″ O | Wohnhaus    | Pendant zu Nr. 22. Zweigeschossiger traufständiger Putzbau von vier Achsen über Sockelgeschoss unter Satteldach. Rechts zweiachsiger Risalit, davor polygonaler eingeschossiger Standerker unter Balkon mit eisernem Wintergarten, Zwerchhaus als Vollgeschoss mit Walmdach. Mittiger Balkon, darunter im Souterrain Garageneinbau und links Eingang. Putzgliederung: horizontale Fugen, Fensterrahmungen, im OG Brüstungsfelder und Ädikulen, am Standerker und am Zwerchhaus Pilaster und Gebälk, unter den Traufen Konsolfries. Giebelgaupe und Gaupen mit Pyramidendächern. Rest des Vorgartens. Erbaut 1881, Architekt F. Hegeler. | 37456552 | BW   |
| Bismarckstraße 22 53° 8′ 16″ N, 8° 12′ 27″ O | Wohnhaus    | Pendant zu Nr. 21. Zweigeschossiger traufständiger Putzbau von vier Achsen über Sockelgeschoss unter Satteldach. Links zweiachsiger Risalit, davor polygonaler eingeschossiger Standerker unter Balkon mit eisernem Wintergarten, Zwerchhaus mit geradem Schluss. Mittiger Balkon, rechts im Souterrain Eingang. Putzgliederung: horizontale Fugen, Fensterrahmungen, im Obergeschoss Brüstungsfelder und Ädikulen, am Standerker und am Zwerchhaus Pilaster und Gebälk, unter den Traufen Konsolfries. Giebelgaupe und Gaupen mit Pyramidendächern. Rest des Vorgartens. Erbaut 1881, Architekt F. Hegeler. | 37456575 | BW   |
| Bismarckstraße 23 53° 8′ 16″ N, 8° 12′ 28″ O | Wohnhaus    | Eckhaus zur Roonstraße auf spitz zulaufendem Grundstück, zusammen mit Nr. 21 und Nr. 22 konzipiert. Zweigeschossiger Putzbau über Sockelgeschoss auf bewegtem Grundriss. Kern winkelförmig mit Basis zur Roonstraße. Dort links zwei Achsen, gefolgt von flachem Risalit mit polygonalem eingeschossigen Standerker unter Balkon, rechts entsprechend breit, aber nur ein Fenster unten. Zur Straßenecke zweiachsige Front, davor polygonaler eingeschossiger Standerker unter Balkon, oben Zwerchgiebel. Zur Bismarckstraße im Winkel eingeschossiger Eingangsvorbau mit Freitreppe, rechts eine Achse. Putzgliederung: horizontale Fugen, geschossteilende Gesimse, Fensterrahmungen, im OG Ädikulen, an den Erkern und am Eingangsvorbau Pilaster. Vorgarten. Erbaut 1881, Architekt F. Hegeler. | 37456598 | BW   |
| Bismarckstraße 24 53° 8′ 14″ N, 8° 12′ 31″ O | Wohnhaus    | Eckhaus zur Roggemannstraße auf spitz zulaufendem Grundstück. Zweigeschossiger Putzbau auf fünfeckigem Grundriss über Sockelgeschoss unter Mansarddach. Links zur Bismarckstraße fünf Achsen, links einachsiger Risalit, darüber Zwerchgiebel. Zur Straßenecke zweiachsige Front, davor eingeschossiger polygonaler Standerker unter Balkon, darüber Zwerchgiebel. an der Roggemannstraße mittig zweiachsiger, von breiten fensterlosen Feldern begleiteter Risalit, in dessen rechten Achse Eingang mit Sockelvorbau und Freitreppe, darüber Zwerchgiebel. Giebelgaupen. Putz- und Werksteingliederung: Rustizierung des Sockelgeschosses, am linken Risalit z. T. Eckrustizierung, horizontale Putzfugen, Fensterrahmungen, an den Risaliten, der Eckfront und den Giebeln z. T. Pilaster, im OG z. T. Ädikulen, Zwerchgiebel zusätzlich mit Voluten und aufgesetzten Kugeln. Vorgarten und eiserne Einfriedung mit massiven Torpfosten. Erbaut 1887, Architekt C. F. Spieske                                                  | 37456621 | BW   |
| Bismarckstraße 25 53° 8′ 13″ N, 8° 12′ 31″ O | Wohnhaus    | Eineinhalbgeschossiger giebelständiger Putzbau von vier Achsen über Sockelgeschoss mit Drempel unter Satteldach (Typus „Oldenburger Hundehütte“). Eingang auf der rechten Seite. Rechts Terrasse über Sockel mit Wintergarten. Putzgliederung: horizontale Fugen, geschossteilende Gesimse, Fensterrahmungen, im OG z. T. Brüstungsfelder, Pilaster und Gebälk. Verzierter Schwebegiebel. Vorgarten und eiserne Einfriedung. Erbaut 1887. | 37456645 | BW   |
| Bismarckstraße 26 53° 8′ 13″ N, 8° 12′ 32″ O | Wohnhaus    | Eineinhalbgeschossiger giebelständiger Putzbau von vier Achsen über Sockelgeschoss mit Drempel unter Satteldach (Typus „Oldenburger Hundehütte“). Links zweiachsiger eingeschossiger Standerker mit verrundeten Ecken, darüber Balkon mit Wintergarten. Auf der rechten Seite zurückliegender Vorbau mit Eingang. Putzgliederung: Rustizierung des Sockelgeschosses, horizontale Fugen, geschossteilende Gesimse, Fensterrahmungen, am Erker Balusterbrüstungen, Pilaster und Gebälk, im OG z. T. Ädikulen. Verzierter Schwebegiebel. Vorgarten und eiserne Einfriedung. Erbaut 1887, Architekt Carl F. Spieske. | 37456667 | BW   |
| Bismarckstraße 27 53° 8′ 13″ N, 8° 12′ 32″ O | Wohnhaus    | Eineinhalbgeschossiger giebelständiger Putzbau von vier Achsen über Sockelgeschoss mit Drempel unter Satteldach (Typus „Oldenburger Hundehütte“). Auf der linken Seite zurückliegender Vorbau mit Eingang. Putzgliederung: Rustizierung des Sockelgeschosses, horizontale Fugen, geschossteilende Gesimse, Fensterrahmungen, im OG z. T. Brüstungsfelder und Ädikulen. Vorgarten und eiserne Einfriedung. Erbaut 1888, Architekt Heinrich Früstück. | 37456689 | BW   |
| Bismarckstraße 28 53° 8′ 12″ N, 8° 12′ 33″ O | Wohnhaus    | Giebelständiger eineinhalbgeschossiger Putzbau von vier Achsen über Sockelgeschoss mit Drempel unter Satteldach (Typus „Oldenburger Hundehütte“). Rechts erneuerte Terrasse über vorspringendem Sockel. An der rechten Seite zurückliegender Vorbau mit Eingang. Putzgliederung: Rustizierung des Sockelgeschosses, horizontale Fugen, geschossteilende Gesimse, Fensterrahmungen, im OG z. T. Brüstungsfelder und Ädikulen, am Vorbau Pilaster und Gebälk. Rest des Vorgartens. Erbaut wohl 1887. | 37456711 | BW   |
| Bismarckstraße 30 53° 8′ 12″ N, 8° 12′ 34″ O | Wohnhaus    | Zweigeschossiger Putzbau über Sockelgeschoss unter Walmdach. Rechts zwei Achsen, mittig Risalit von zwei Achsen mit Giebelfeld, im Erdgeschoss für den Eingang um eine weitere Achse nach links gezogen, darüber Balkon, linker Teil des Hauses gestaffelt: zurückliegender Zwischenbau mit niedrigerem OG, dahinter Vorbau in voller Höhe. Putzgliederung: rustizierter Sockel, im Erdgeschoss horizontale Fugen, geschossteilende Gesimse, Fensterrahmungen, im OG rechts Brüstungsfelder und Ädikulen und am Risalit Balusterbrüstungen, Pilaster und Gebälk. Vorgarten und eiserne Einfriedung. Erbaut 1884. | 37456755 | BW   |
| Bismarckstraße 30 53° 8′ 11″ N, 8° 12′ 35″ O | Wohnhaus    | Zweigeschossiger Putzbau von sechs Achsen über Sockelgeschoss unter Walmdach. Links flacher Risalit von zwei Achsen, davor polygonaler eingeschossiger Standerker unter Balkon. Auf der rechten Seite zurückliegender Vorbau mit Eingang. Putzgliederung: rustizierter Sockel, Kantenquaderung, Fensterrahmungen, Brüstungsfelder und Ädikulen in barockisierenden Formen, am Erker Pilaster. Auf dem Dach große Schleppgaupe, wohl von 1935–1937. Vorgarten. Erbaut 1883, heutiges Erscheinungsbild von Umbauten 1900 und 1909, Architekt des Umbaus Brandes. | 37456777 | BW   |